# Dulscy
Dulscy – polski film, zrealizowany według wątków zaczerpniętych z dramatu Gabrieli Zapolskiej pod tytułem Moralność pani Dulskiej. Premiera filmu odbyła się 20 lutego 1976 roku.

## Treść
Akcja toczy się w Krakowie pod koniec XIX wieku. W rodzinie państwa Dulskich niepodzielną władzę sprawuje pani Aniela Dulska, która narzuca innym domownikom swoją wolę. Pewnego dnia jej spokój burzy pomysł syna Zbyszka, który oświadcza, że zamierza poślubić służącą Hankę, z którą łączył go romans. Pani Aniela, choć wiedziała o romansie syna, jest przerażona perspektywą mezaliansu i robi wszystko, by mu zapobiec.
Osadzenie akcji filmu w Krakowie, a nie we Lwowie zgodnie z oryginalną treścią dramatu, zostało skrytykowane przez środowisko emigracyjne lwowian w Londynie.

## Obsada aktorska
- Alina Janowska − Aniela Dulska
- Kazimierz Witkiewicz − Felicjan Dulski
- Jerzy Matałowski − Zbyszko Dulski
- Renata Trońska − Hesia Dulska, córka Anieli i Felicjana
- Irena Karel − Matylda, prostytuka
- Anna Sobik − Mela Dulska, córka Anieli i Felicjana
- Maria Kowalik − Hanka, służąca Dulskich
- Barbara Wrzesińska − Mania Juliasiewiczowa, krewna Dulskiej
- Magdalena Sokołowska
- Wiesław Wójcik − oficer w lokalu